# LʼAldosa (La Massana)

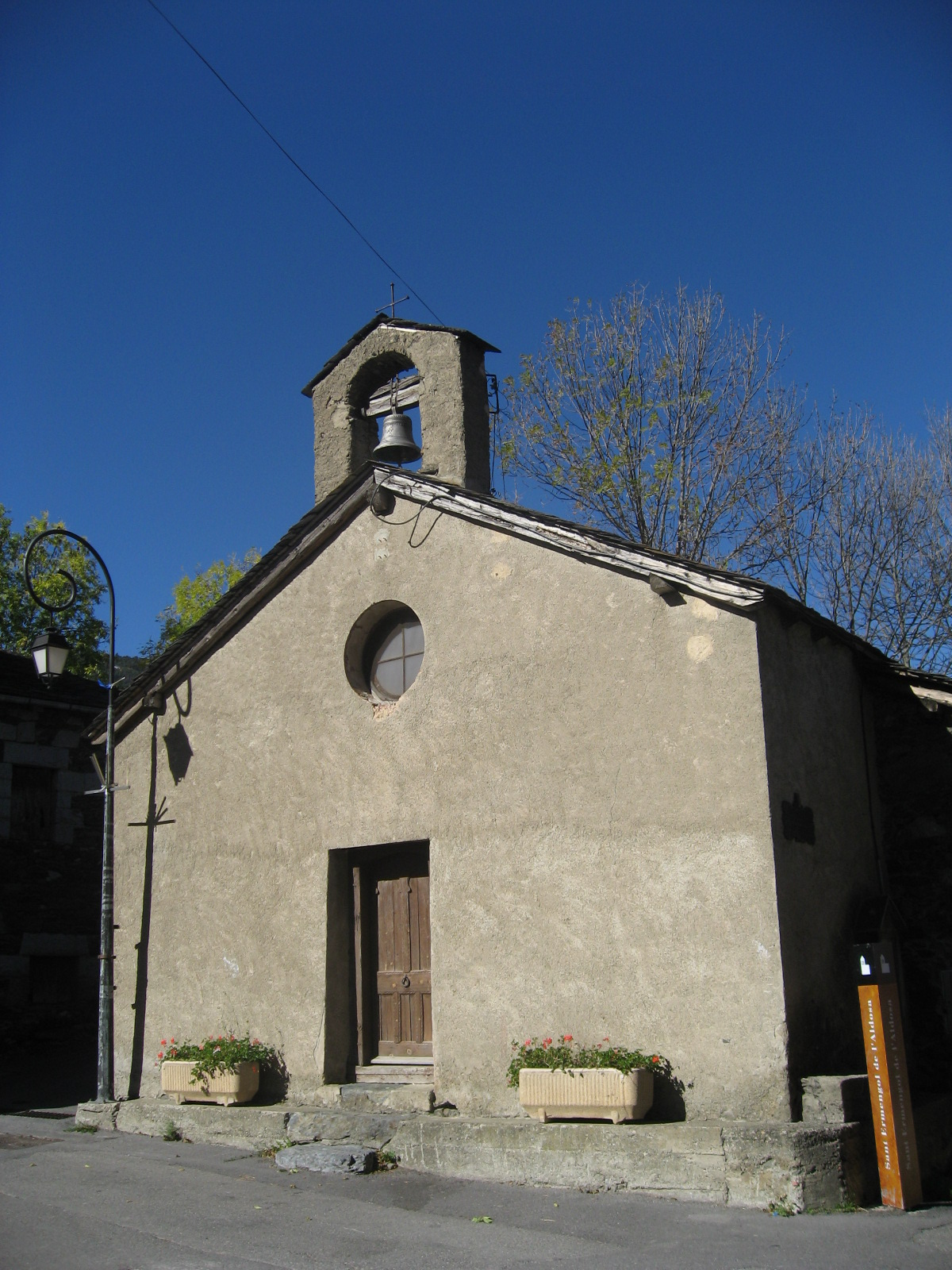
Die Kirche Sant Ermengol de Aldosa in dem Dorf

L’Aldosa (heutzutage auch LʼAldosa de la Massana) ist ein Dorf in der Gemeinde La Massana in Andorra. Bei der Volkszählung 2024 hatte es 742 Einwohner.
Im Dorf befindet sich die Kirche Sant Ermengol de Aldosa aus dem 18. Jahrhundert.

## Geographie
Das Dorf LʼAldosa liegt links und oberhalb des Ordino-Ufers und westlich bis nordwestlich des „Pic de les Angleves“ Gipfels. Es ist über die Straße CS-335 erreichbar, einer Abzweigung der nahe gelegenen Straße CG-3. Das Dorf liegt direkt östlich von der Stadt La Massana. In der Nähe befindet sich im Süden Anyós und im Nordosten Ordino. Es liegt etwa 4 Kilometer entfernt von der Hauptstadt Andorras, Andorra la Vella.